# Jacques d'Amboise (médecin)
Pour les articles homonymes, voir Jacques d'Amboise et Amboise.
 (juillet 2014).
Si vous disposez d'ouvrages ou d'articles de référence ou si vous connaissez des sites web de qualité traitant du thème abordé ici, merci de compléter l'article en donnant les références utiles à sa vérifiabilité et en les liant à la section « Notes et références ».
Jacques d'Amboise (1559-1606) est un chirurgien français. Il est recteur de l'université de Paris et professeur au Collège royal.

## Biographie
Jacques d'Amboise est le fils de Jean d'Amboise, chirurgien des rois François Ier, Henri II, François II, Charles IX et Henri III.
Chirurgien du roi Henri III, il se fait remarquer lorsqu'il réalise, devant Ambroise Paré et plusieurs grands maîtres de la chirurgie, la dissection d'une femme. Il n'a alors que 20 ans. Il devient par la suite docteur en médecine, puis médecin du roi Henri IV. En 1594, il est élu recteur de l'université de Paris. En 1596, il est nommé professeur au Collège royal, où il est titulaire de la chaire de médecine.
Le serment de fidélité que l'université prêta à Henri IV et le procès qu'elle intenta aux jésuites tombent sous son rectorat. En qualité de recteur, il prononce au parlement deux harangues sanglantes contre les jésuites, le 12 mai et le 13 juillet 1594.
Jacques d'Amboise est également le frère de François d'Amboise, avocat du roi au parlement de Paris, et d'Adrien d'Amboise, aumônier de Henri IV et évêque de Tréguier.
Il est inhumé, avec sa femme, dans le cimetière Saint-Nicolas-des-Champs.

## Sources
- Pierre Bayle, Dictionnaire historique et critique, p. 177
- J. Balteau, Dictionnaire de biographie française, tome II
- Mémoire historique et littéraire sur le collège royal de France. p. 304